# Дан љубитеља књига
Дан љубитеља књига (енгл. Book Lovers Day) се слави сваке године 9. августа.     Ово је незванични празник који се обележава како би се подстакли библиофили да прославе читање и књижевност. Људима се саветује да одложе своје паметне телефоне и сваку могућу технолошку дистракцију и узму књигу за читање. Дан љубитеља књига је широко признат на глобалном нивоу, али његово порекло и творац до данас остају непознати.  
Први помени празника Међународни дан љубитеља књига појавили су се у августу 2012. године

## О дану њубитеља књига
Широм света овај дан се обележава на различите начине: у Сједињеним Америчким Државама, књижаре организују промоције, потписивања књига и књижевне вечери, у Великој Британији, библиотеке и књижаре нуде специјалне попусте и организују књижевне радионице за све узрасте, Француска организује јавна читања и размену књига и по томе је позната, док се у Јапану организују изложбе и књижевне манифестације.
На Међународни дан љубитеља књига треба да се подсетимо свих добробити које читање доноси у наш живот. Књиге нису само извор забаве; оне су алати за особни раст, ментално здравље, и бољу повезаност с другима.